# قنصور باهت
قنصور باهت (الاسم العلمي:Colutea pallida) هي نوع نباتي يتبع جنس القنصور من فصيلة البقولية.